# Silvanus recticollis
Silvanus recticollis là một loài bọ cánh cứng trong họ Silvanidae. Loài này được Reitter miêu tả khoa học năm 1876.